# Omar Ali Saifuddin II.

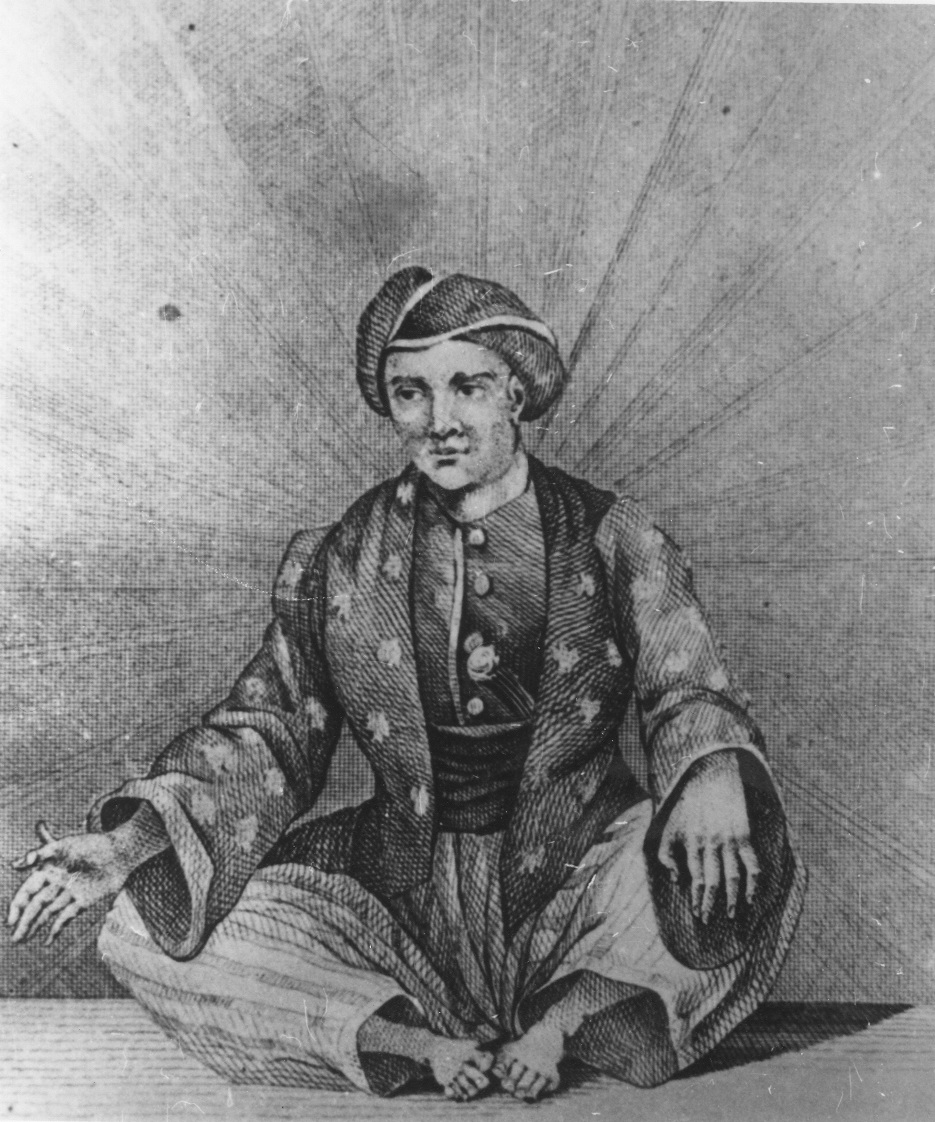
Zeitgenössische Zeichnung

Omar Ali Saifuddin II. († 1852) war von 1829 bis 1852 der (nach heutiger Zählung) 23. Sultan von Brunei an der Nordküste von Borneo.
Er war derjenige Sultan, der den englischen Abenteurer James Brooke nach Befriedung von Streitigkeiten mit den Eingeborenenvölkern erst zu seinem Lehensmann an den Küsten des von Brunei beherrschten Sarawak machte und ihm dann immer mehr Macht und Eigenständigkeit gab. Zuletzt war das von den Brookes, als Weiße Rajas, in drei Generationen beherrschte Sarawak ein eigenständiger Staat der die zwei Restgebiete des heutigen Sultanates Brunei umschließt. Unter Omar Ali Saifuddins Herrschaft hatte somit das vormals große und mächtige Sultanat mehr als 90 % seiner Fläche eingebüßt.
Omar Ali Saifuddin hatte zwei Daumen an der rechten Hand (Polydaktylie), was seine Zeitgenossen als Makel ansahen.
| Vorgänger     | Amt                         | Nachfolger  |
| ------------- | --------------------------- | ----------- |
| Muhammad Alam | Sultan von Brunei 1829–1852 | Abdul Momin |

| Personendaten    | Personendaten                        |
| ---------------- | ------------------------------------ |
| NAME             | Omar Ali Saifuddin II.               |
| KURZBESCHREIBUNG | Sultan von Brunei (1829–1852)        |
| GEBURTSDATUM     | 18. Jahrhundert oder 19. Jahrhundert |
| STERBEDATUM      | 1852                                 |